# Aeroporto de Palmas
O Aeroporto Internacional de Palmas (IATA: PMW, ICAO: SBPJ)  é um aeroporto brasileiro no município de Palmas, em Tocantins. É o principal aeroporto do estado de Tocantins.Situa-se a 20 Km do Centro da capital. Atualmente, o aeroporto é o 4º maior da Região Norte do Brasil em movimentação.

## Antigo Aeroporto de Palmas
Anteriormente à inauguração do aeroporto em 2001, a cidade de Palmas era servida pelo antigo Aeroporto de Palmas (IATA: PMW, ICAO: SWPJ), que funcionou em caráter provisório. Hoje a antiga pista de pousos e decolagem, é a atual Avenida LO–09 (e áreas adjacentes), entre os cruzamentos com as avenidas Teôtonio Segurado e NS–09. O antigo Terminal de Passageiros do antigo aeroporto tornou-se a Escola de Formação de Bombeiros (EFAB) do Corpo de Bombeiros Militar do Estado do Tocantins, situada na quadra 403 Sul (ARSO 41). Já os hangares do antigo aeroporto, se localizavam no que hoje são o 1º Batalhão do Corpo de Bombeiros, na quadra 403 Sul, e o prédio do Departamento de Manutenção do Sistema (DMS) da Celtins, na quadra 405 Sul (ARSO 42).

## História
Inaugurado pela Infraero em 5 de outubro de 2001 - data do 13º aniversário do Estado do Tocantins - foi batizado com o nome de Aeroporto Brigadeiro Lysias Rodrigues em homenagem à memória do heroico desbravador da região, que foi o pioneiro da aviação no Tocantins, ao inaugurar o Aeroporto de Porto Nacional em 1943. O Aeroporto de Palmas é o único aeroporto operado pela Infraero no Tocantins, além de também ser o único aeroporto do estado que possui voos operados pela LATAM Airlines Brasil, Gol Linhas Aéreas Inteligentes, Azul Linhas Aéreas Brasileiras e a Passaredo Linhas Aéreas que são as quatro maiores companhias aéreas do Brasil. 
O sítio aeroportuário do Aeroporto de Palmas possui 23.739.952.00m² de área, possibilitando novos investimentos e uma futura expansão da infraestrutura existente. Com uma arquitetura peculiar, o inovador terminal de passageiros do aeroporto dispõe de área total construída com 12.300m² e capacidade para 2,1 milhões passageiros/ano.
O aeroporto ocupa um dos maiores sítios aeroportuários do Brasil e possui localização privilegiada.A pista de pouso e decolagem está pronta para receber aeronaves do porte de um Boeing 767 e Airbus A330. São três pistas de táxi aéreo e pátios de aviação geral para dar mais flexibilidade às operações.
O aeroporto conta com completa infraestrutura que inclui torre de controle e instalações para o Grupamento de Navegação Aérea; seção Contra-Incêndio, com abrigo para viaturas, refeitório e salas de treinamento; terminal de cargas da TAM Cargo; dois terminais de combustíveis para abastecimento de aeronaves; portão com controle de acesso eletrônico, guaritas, estacionamento e edificações de proteção ao voo, além de um acesso viário de mais de 4 km que liga o aeroporto à Avenida Teotônio Segurado, que é uma das duas principais avenidas da capital tocantinense.
O aeroporto Internacional de Palmas fechou 2018 com quase de 673.708 mil passageiros transportados, o que equivale a um crescimento de 3% em relação ao ano anterior, uma das maiores médias de crescimento do País, graças ao aumento significativo de voos ao longo do ano. No momento o aeroporto opera 15 voos diários em média. Além deste aeroporto, também existem no entorno de Palmas outros dois aeródromos, sendo que um deles é o Sítio Flyer (Código ICAO: SIHJ), que fica localizado nas imediações da rodovia TO-010, numa estrada de terra próxima ao Itapema Clube, enquanto que o outro ainda não foi homologado pela ANAC, estando localizado no distrito portuense de Luzimangues, próximo à rodovia TO-080, entre a entrada leste para o núcleo-sede do Assentamento (ou PA) Capivara e a entrada para o Pátio Multimodal da Ferrovia Norte-Sul. Este último aeródromo foi construído em 2011, sendo o único que possui pista asfaltada, além do próprio Aeroporto de Palmas. Todos eles são administrados pela Associação Tocantinense de Aviação (ATA), estando dedicados apenas à aviação geral.

## Complexo aeroportuário
Sítio aeroportuário
- 23.750.333,23 m²

Pátio de aeronaves
- 41.360 m²

Estacionamento de aeronaves
- Aviação comercial: 07 posições
- Aviação geral: 18 posições

Pista

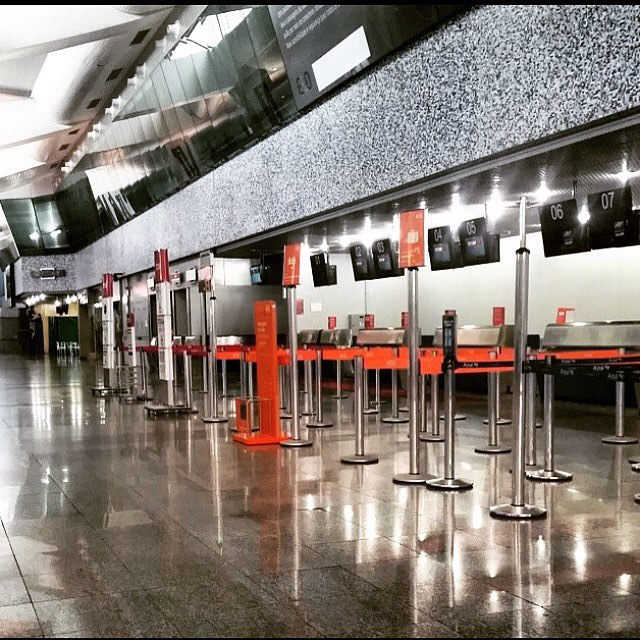
Área de check-in, teve aumento de capacidade operacional antes com 12 balcões de e atualmente com 16 balções

- dimensões (comprimento x largura): 2.500 metros x 45 metros

Pátios
- Pátio aviação comercial: 02
- Pátio aviação geral: 01

Pontes de embarque (Finger)
- 03

Balcões de check-in
- 16

Totens
- 05 (02 Latam, 02 Gol e 01 Azul)

Terminal de passageiros
- 12.331 m²

Capacidade/ano
- 2,1 milhões de passageiros

Estacionamento de veículos
- Capacidade: 257 veículos

## Aeroshopping
O Aeroshopping é um projeto estratégico para a Infraero e para empreendedores. O projeto nasceu com o objetivo de fortalecer o varejo aeroportuário apostando no desenvolvimento de identidade visual, investimento na capacitação de recursos humanos, aprimoramento do mix comercial e da comunicação mercadológica.

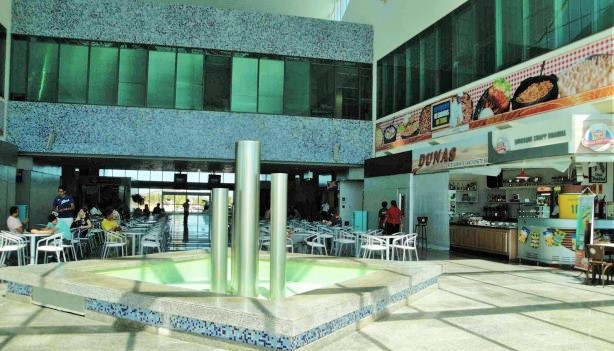
Praça de alimentação - Aeroporto de Palmas

São 15 aeroportos administrados pela Infraero que adotam o conceito Aeroshopping: Palmas, Porto Alegre, Belém, Londrina, Joinville, Navegantes, Porto Velho, Salvador, Manaus, Campina Grande, Maceió, Recife, Petrolina, Uberlândia, Santos Dumont ,Cuiabá e Congonhas.
Com praça de alimentação para 200 pessoas,terraço panorâmico, elevadores, espaço cultural, 25 lojas, juntos constituem o conceito de Aeroshopping, com o objetivo de dotar o aeroporto de Palmas e os principais aeroportos brasileiros de verdadeiros centros comerciais com marca e identidade próprias.

## Jogos Mundiais Indígenas
A Empresa Brasileira de Infraestrutura Aeroportuária (Infraero) elaborou ações que preveem o reforço de pessoal na área de segurança, operações e do Balcão de Informações, que vão orientar os viajantes, inclusive na Língua Brasileira de Sinais (Libras), para o atendimento às pessoas com deficiência auditiva.
Os “amarelinhos”, funcionários identificados pelo colete amarelo que estampa a frase: “Posso Ajudar/May I Help You?”, estarão de prontidão no terminal para tirar dúvidas sobre horários de voos, portão de embarque e outros esclarecimentos.
A estimativa da organização do evento é receber um público superior a mais de dois mil atletas e chefes de Estado de 30 países. Além dos indígenas das Américas, também estarão presentes os povos da Nova Zelândia, Congo, Mongólia, Rússia e Filipinas. Do Brasil, cerca de 24 etnias devem participar da competição.
Para atender as operações de embarque e desembarque de chefes de Estado, a Infraero, em parceria com a Polícia Federal (PF), a Receita Federal, Agência Nacional de Vigilância Sanitária (Anvisa) e o Sistema de Vigilância Agropecuária Internacional (Vigiagro), adotará medidas para receber os voos internacionais previstos especificamente para o período do evento.

## Concessão à iniciativa privada
A CCR Aeroportos, concessionária que arrematou o contrato do Aeroporto Internacional de Palmas para os próximos 30 anos, assumiu em abril de 2022, a gestão do terminal. Esta é a última etapa da transição entre a administração da estatal Infraero e a da empresa privada. O leilão deste contrato foi realizado no ano de 2021 em um bloco que tinha ainda outros cinco terminais. 

## Órgãos públicos
- ANAC
- ANVISA
- Correios
- Polícia Federal
- Receita Federal
- Vigiagro
- Secretaria da Fazenda (posto fiscal)

## Movimento
| Ano  | Aeronaves | Passageiros | %       | Ranking | Carga aérea | Crescimento anual da Carga [%] |
| ---- | --------- | ----------- | ------- | ------- | ----------- | ------------------------------ |
| 2003 | 9.641     | 122.346     | - 6%    | --      | 1.038.189   |                                |
| 2004 | 9.887     | 170.514     | 39%     | --      | 1.107.880   | 7%                             |
| 2005 | 10.328    | 215.333     | 26%     | --      | 1.224.587   | 11%                            |
| 2006 | 13.320    | 228.320     | 6%      | --      | 1.358.761   | 11,85%                         |
| 2007 | 10.192    | 232.885     | 2%      | --      | 1.496.309   | 10%                            |
| 2008 | 12.104    | 259.362     | 11%     | --      | 1.868.331   | 25%                            |
| 2009 | 11.603    | 298.484     | 15%     | 42º     | 2.272.208   | 22%                            |
| 2010 | 17.161    | 389.217     | 31%     | 40º     | 2.841.765   | 25%                            |
| 2011 | 15.948    | 503.408     | 29,4%   | 37º     | 2.985.784   | 5,7%                           |
| 2012 | 18.266    | 579.395     | 15,1%   | 35º     | 3.101.589   | 23%                            |
| 2013 | 19.172    | 576.633     | 35%     | 33º     | 2.286.424   | 16%                            |
| 2014 | 17.242    | 634.128     | - 8,7%  | 32º     | 1.990.684   | 8,7%                           |
| 2015 | 14.916    | 644.199     | 2,3%    | 34º     | 2.002.350   | -                              |
| 2016 | 12.219    | 617.703     | -3,1%   | 32º     | 1.894.914   | -                              |
| 2017 | 12.631    | 654.397     | 5,93%   | 31º     | 2.257.503   | -                              |
| 2018 | 12.914    | 673.708     | 2,95%   | 32º     | 2.848.501   |                                |
| 2019 | -         | 595.149     | -10,90% | 39º     | -           |                                |
| 2020 | -         | 252.662     | -57,55% | 48º     | -           |                                |
| 2021 | -         | 436.318     | 72,69%  | 42º     | -           |                                |